# Constituția Republicii Srpska

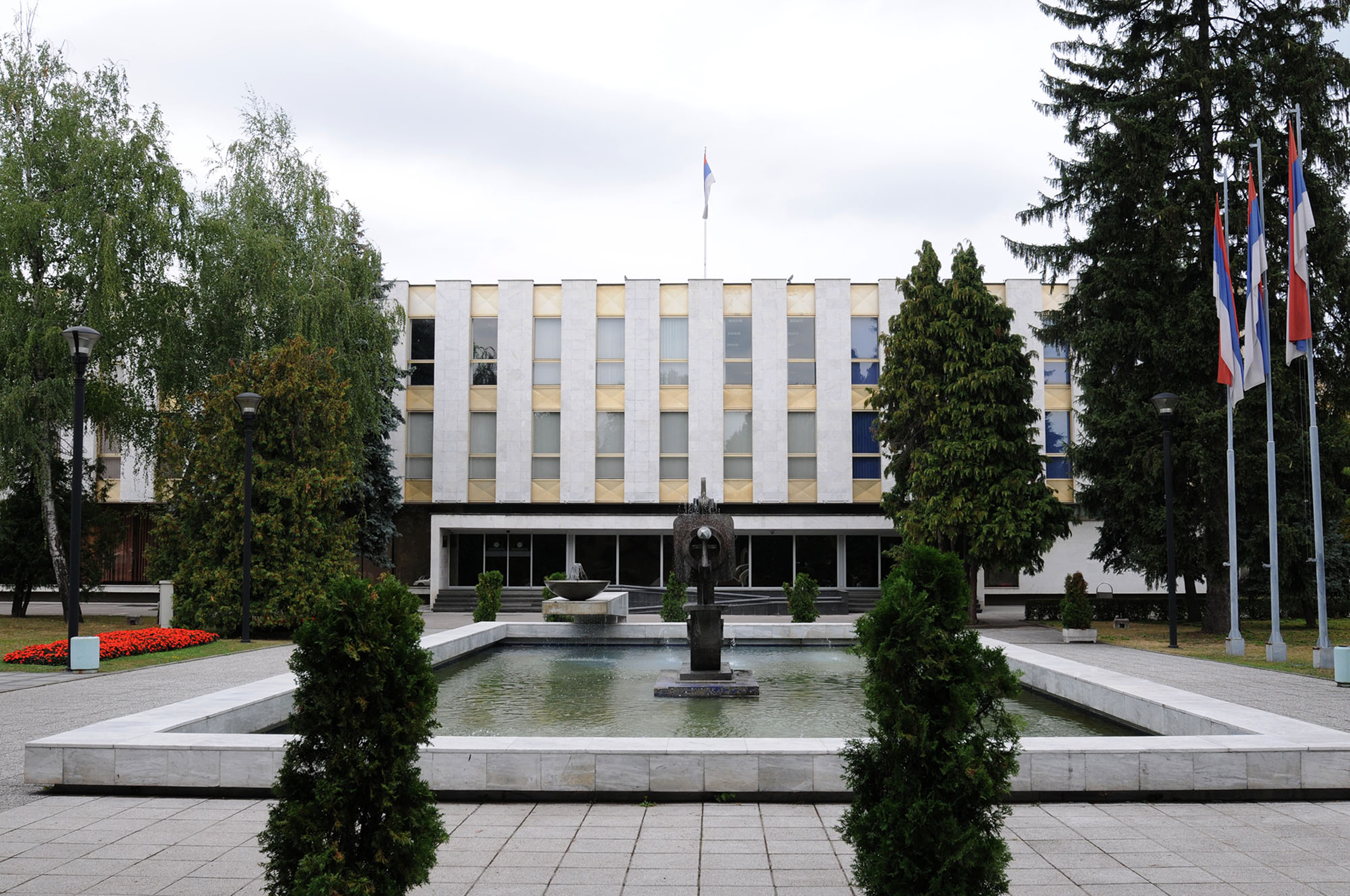
Adunarea Naţională a Republicii Srpska în Banja Luka

Constituția Republicii Srpska (în sârbă: Устав Републике Српске, Ustav Republike Srpske) este legea fundamentală în sistemul legelor Republicii Srpska care reglementează relațiile cele mai importante în Republica și organizația, autorizății organelor, libertățile și drepturile cetățenilor ai Republicii Srpska.

## Titluri
Constituția este împărțită în preambula și 12 titluri cumprinde 145 de articole și titluri sunt:
- I - Principii generale
- II - Drepturile și libertățile omului
- III - Organizația economică și socială
- IV - Drepturile și obligății Republicii
- V - Organizația Republicii
  - 1. Adunarea Națională
  - 2. Președintele Republicii
  - 3. Guvernul și administrația republicii
  - 4. Banca Națională (șters cu Amendamentul LXXXVI)
  - 5. Serviciul fiscal și controla financiară (șters cu Amendamentul LXXXVII)
- VI - Organizația teritorială
- VII - Apărarea națională
- VIII - Constituționalitate și legalitate
- IX - Curtea Constituțională
- X - Curțile și tribunale publice
- XI - Schimbarea a Constituției
- XII - Dispoziții finale. [1]

## Consitituția de astăzi
Constituția actuală a avut multe schimbări textului care sunt reprezentate în amendamente luate și acceptate după presiunilor Reprezentativului Înalt în Bosnia și Herțegovina și luate cu decizii Adunarei Naționale. Are preambula și partea normativă. Amendamente au redus gradul de autonomie și drepturile ai Republicii în domeniu definiției Republicii, armatei și intrebărilor interne alte. În urmă de Acordului de la Dayton Republika Srpska a fost definită ca entitatea constitutivă a Bosniei și Herțegovinei și s-a făcut o deosebire schimbând definiția anterioară cu Amendament LXVII din 18 aprilie 2002 definind Republika Srpska ca entitatea constituțional-legală unifică și indivisibilă și ca una dintre două entități egale a Bosniei și Herțegovinei. În perioadă de 1996 până la 2006, Constituția a fost schimbată de 14 ori cu 113 amendamente. Despre schimbare a Constituției decide Adunarea Națională a Republicii Srpska și clauza schimbării este majoritate de 2/3 deputaților în Adunarea.

## Constituția din 28 februarie 1992
Constituția întâiă a fost luată pe 28 februarie 1992 și nume constituției acelei a fost: Constituția Republicii Sârbe Bosnia și Herțegovina (Устав Српске Републике Босне и Херцеговине, Ustav Srpske Republike Bosne i Hercegovine). De asemenea cu Declarația de Anunța Republicii poporului sârbesc în Bosnia și Herțegovina luată pe data de 9 ianuarie 1992, Consituția este documentul cel mai important pentru Srpska. În Art. 4 și 5 ai Declarației a fost scris că fundamentele a sistemului social, politic și sistemului de stat ai Republicii vă organiza Constituția și că Constituția vă garanta echivalența șu egalitate tuturor popoarelor și cetățenilor înainte legelor și protecție de oricare felul de discriminație. 

## Legături externe
- Textul Constituției în sârbă
- Textul Constituției și amendamentelor în sârbă